# 奥尔什丁圣雅各伯宗徒圣殿共主教座堂
奥尔什丁圣雅各伯宗徒圣殿共主教座堂（Bazylika konkatedralna św. Jakuba Apostoła w Olsztynie）是一座罗马天主教堂区教堂、共主教座堂、次级宗座圣殿，位于波兰奥尔什丁，建于14世纪下半叶。1957年3月20日公布为波兰文物古迹。1945年成为代主教座堂。1973年成为共主教座堂。2004年7月10日由教宗若望保禄二世升格为次级宗座圣殿。

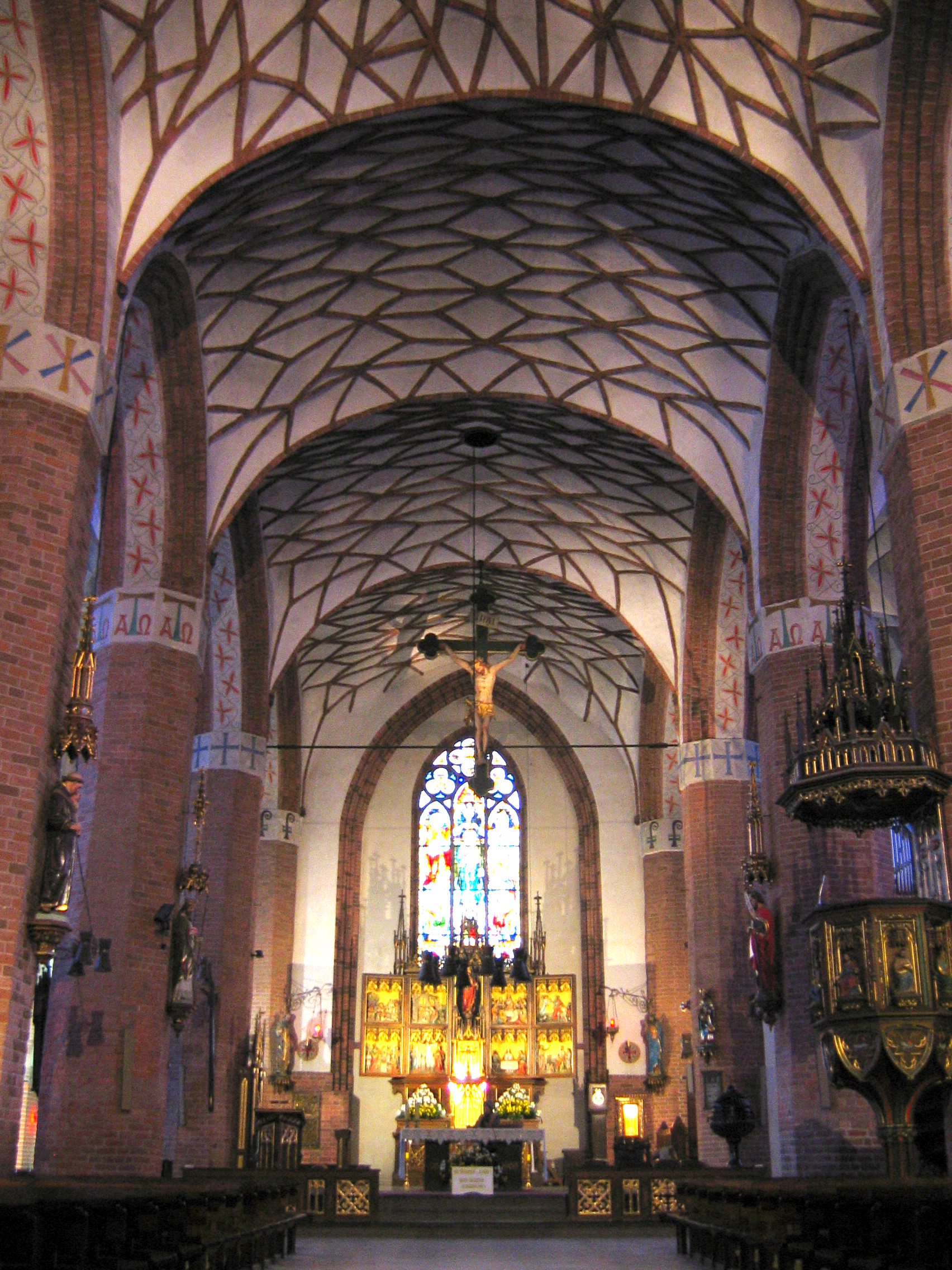
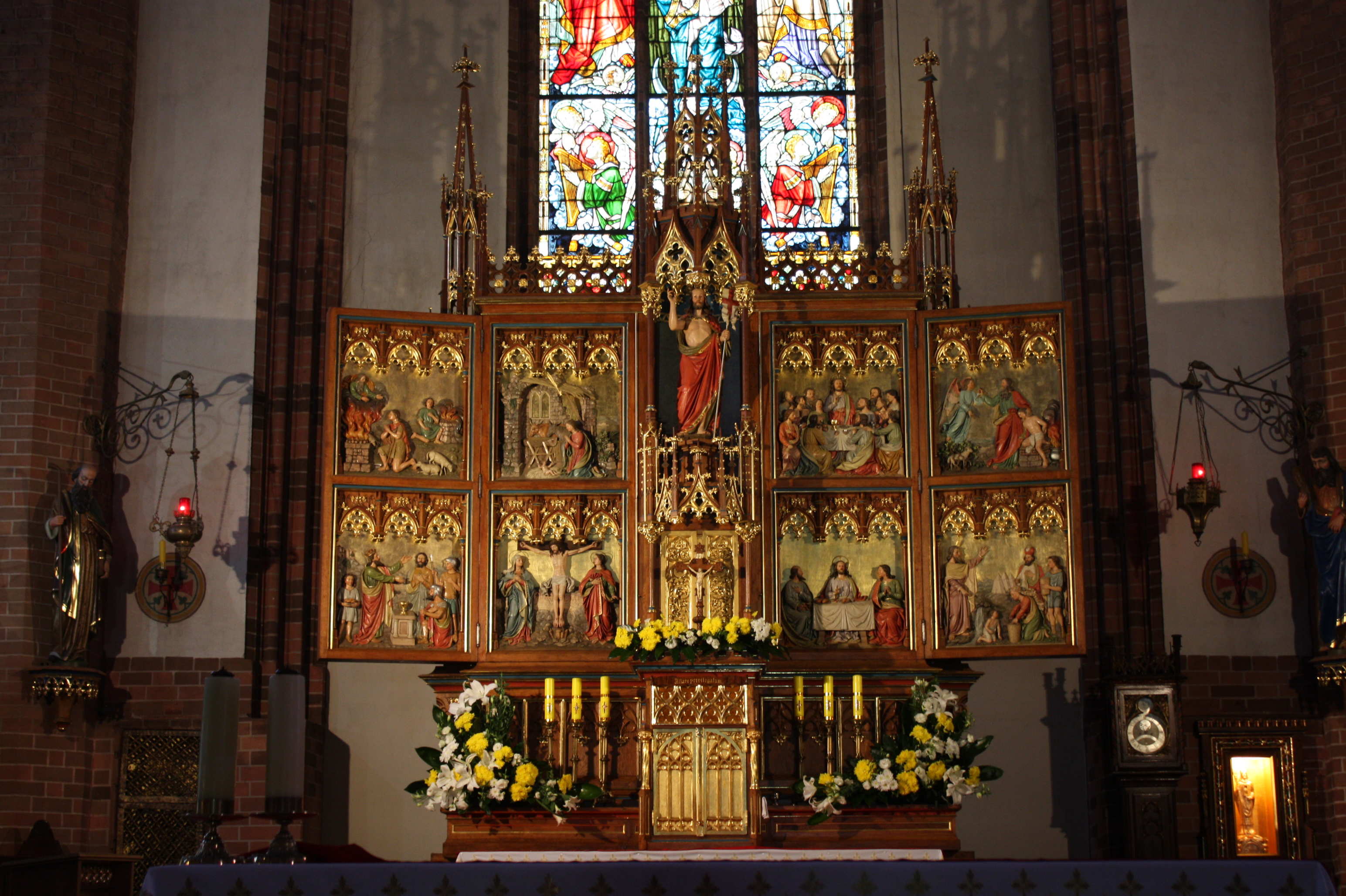
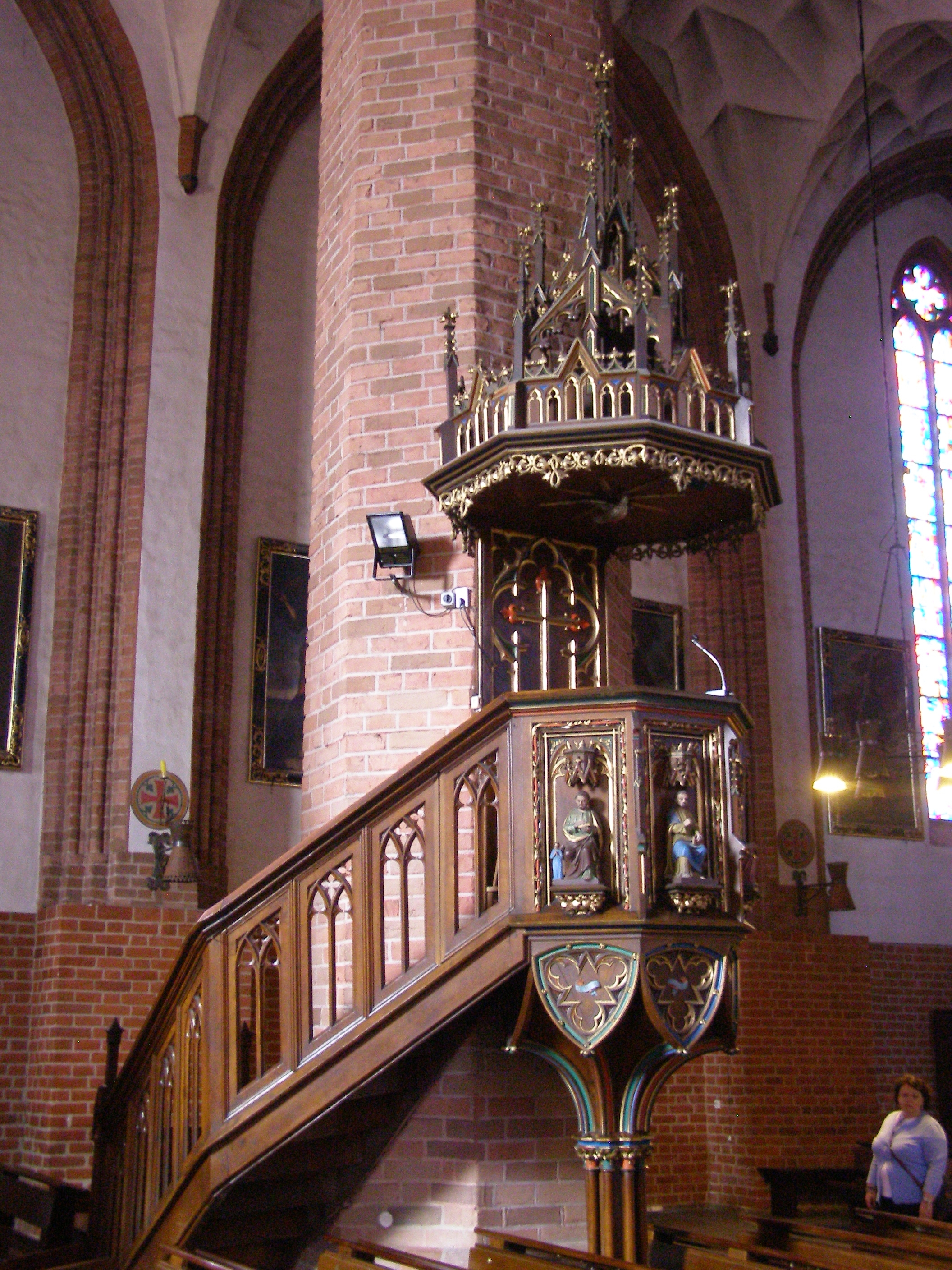
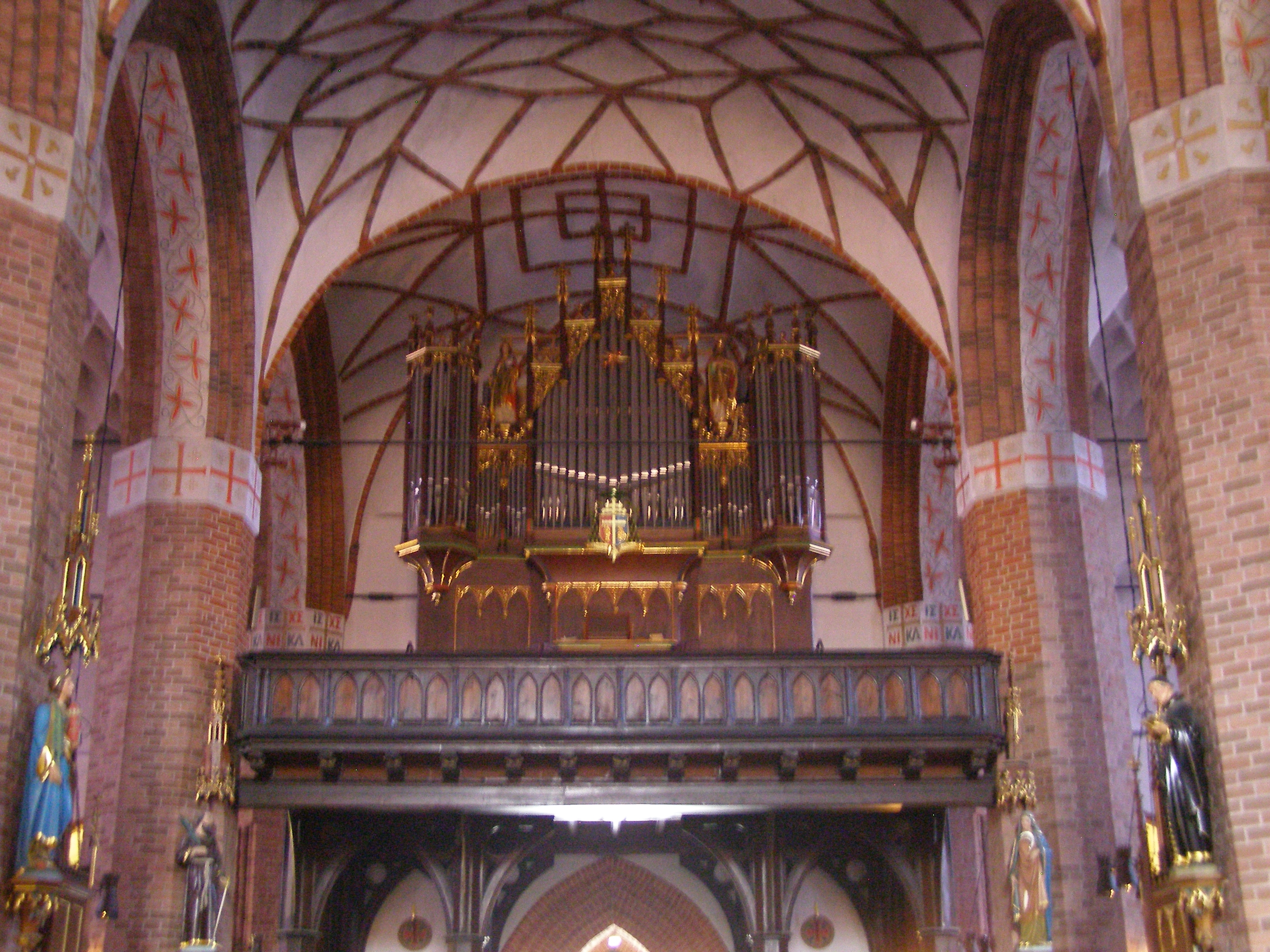
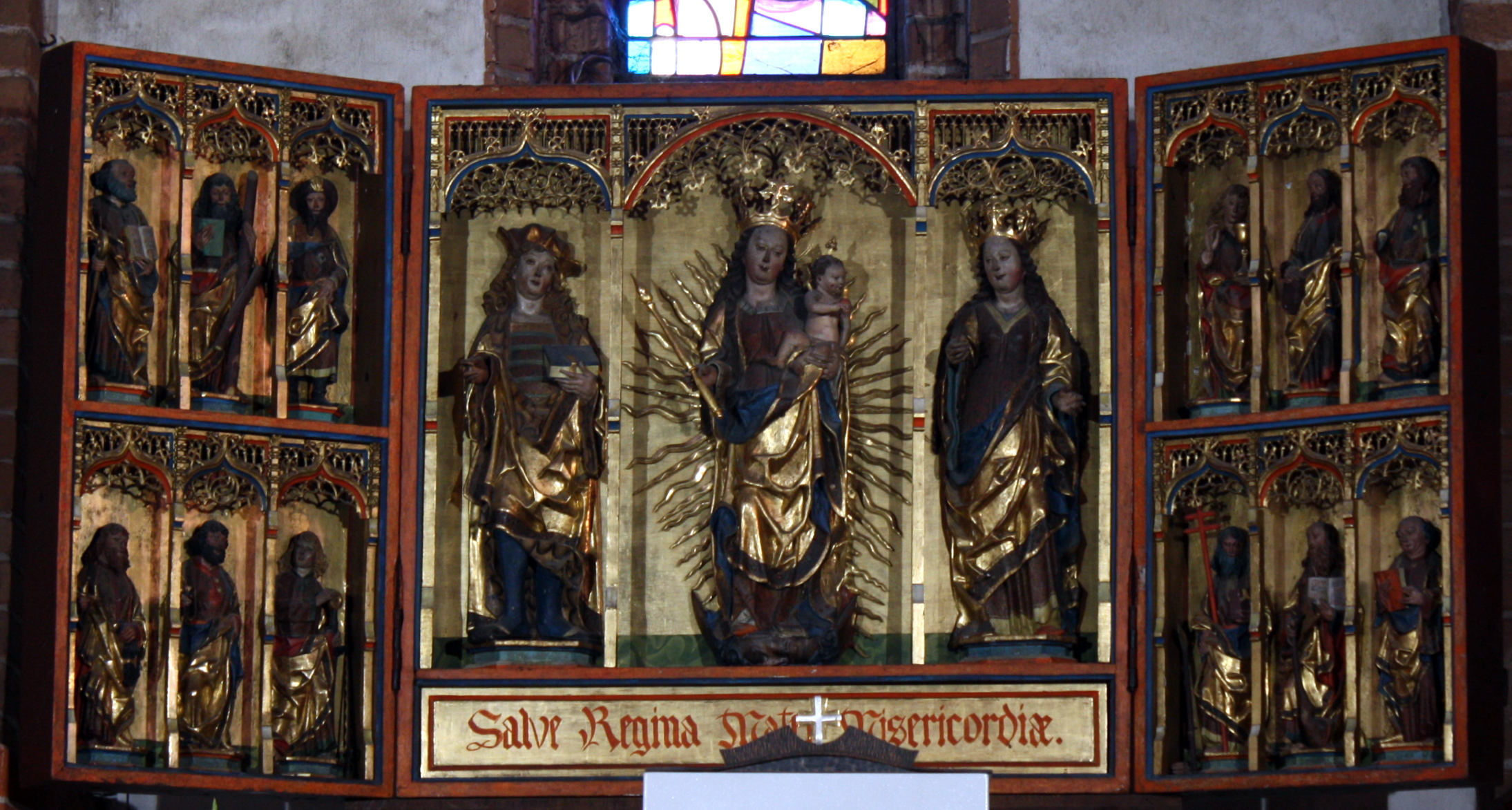